# Sophie Hosking
Sophie Hosking, född 25 januari 1986 i Edinburgh, är en brittisk roddare. Tillsammans med sin partner Katherine Copeland vann de guld i lättviktsklassen för damer, dubbel, i OS London 2012. Hon studerade vid Kingston Grammar School i London fram tills 2004. 2007 tog hon sin examen inom kemi och fysik, vid Durham University. 